# Siehdichum (Siehdichum)
Am Hammersee im Naturpark Schlaubetal, südlich von Kupferhammer und östlich von Grunow, liegt der Wohnplatz Siehdichum. Er gehört zur Gemeinde Siehdichum im Landkreis Oder-Spree in Brandenburg, deren Namenspate der kleine Wohnplatz war. Vor der Gemeindegründung am 26. Oktober 2003 gehörte die Siedlung zur Gemeinde Schernsdorf.

## Namensdeutung

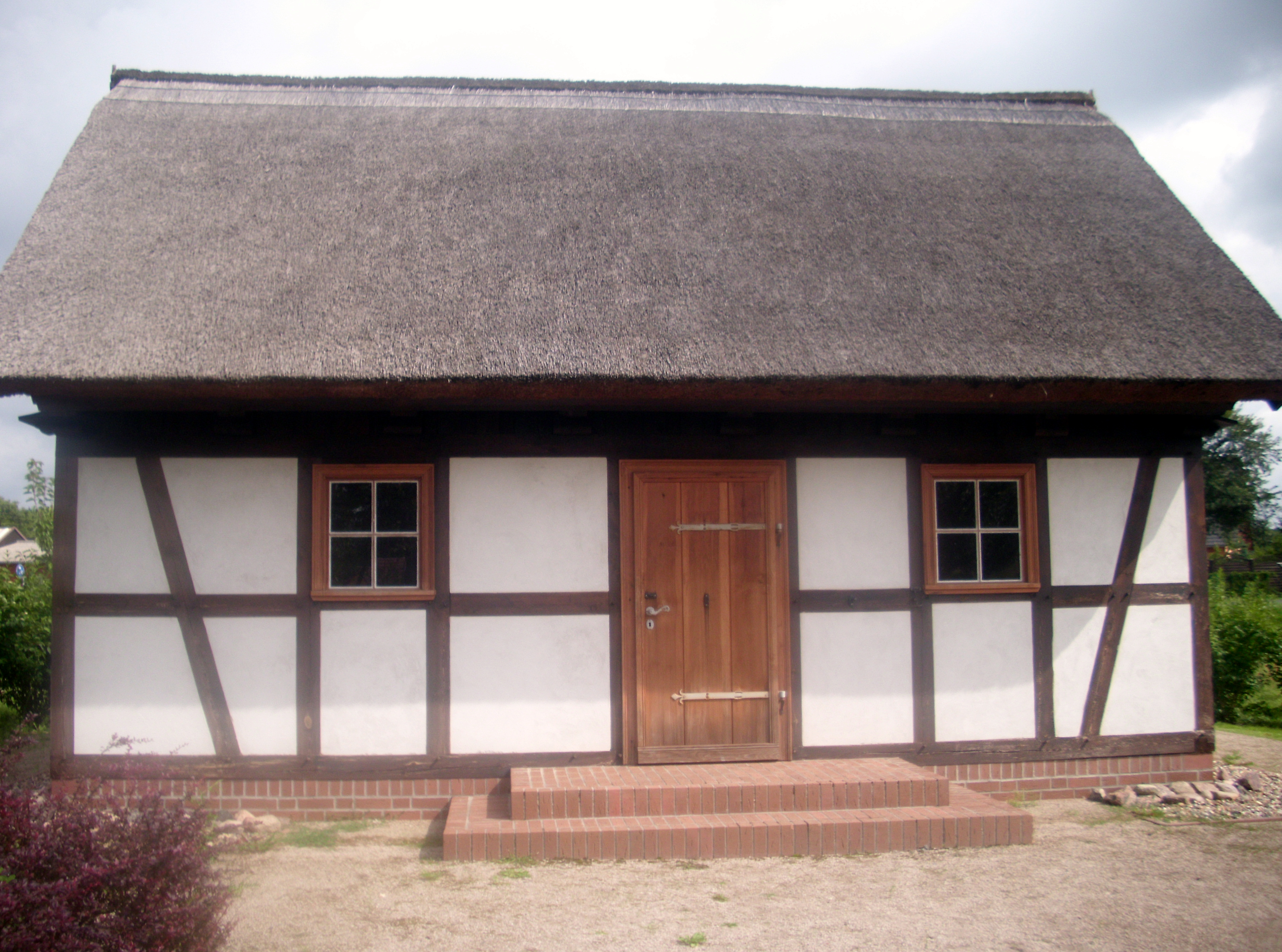
Nachbau des Jägerhauses

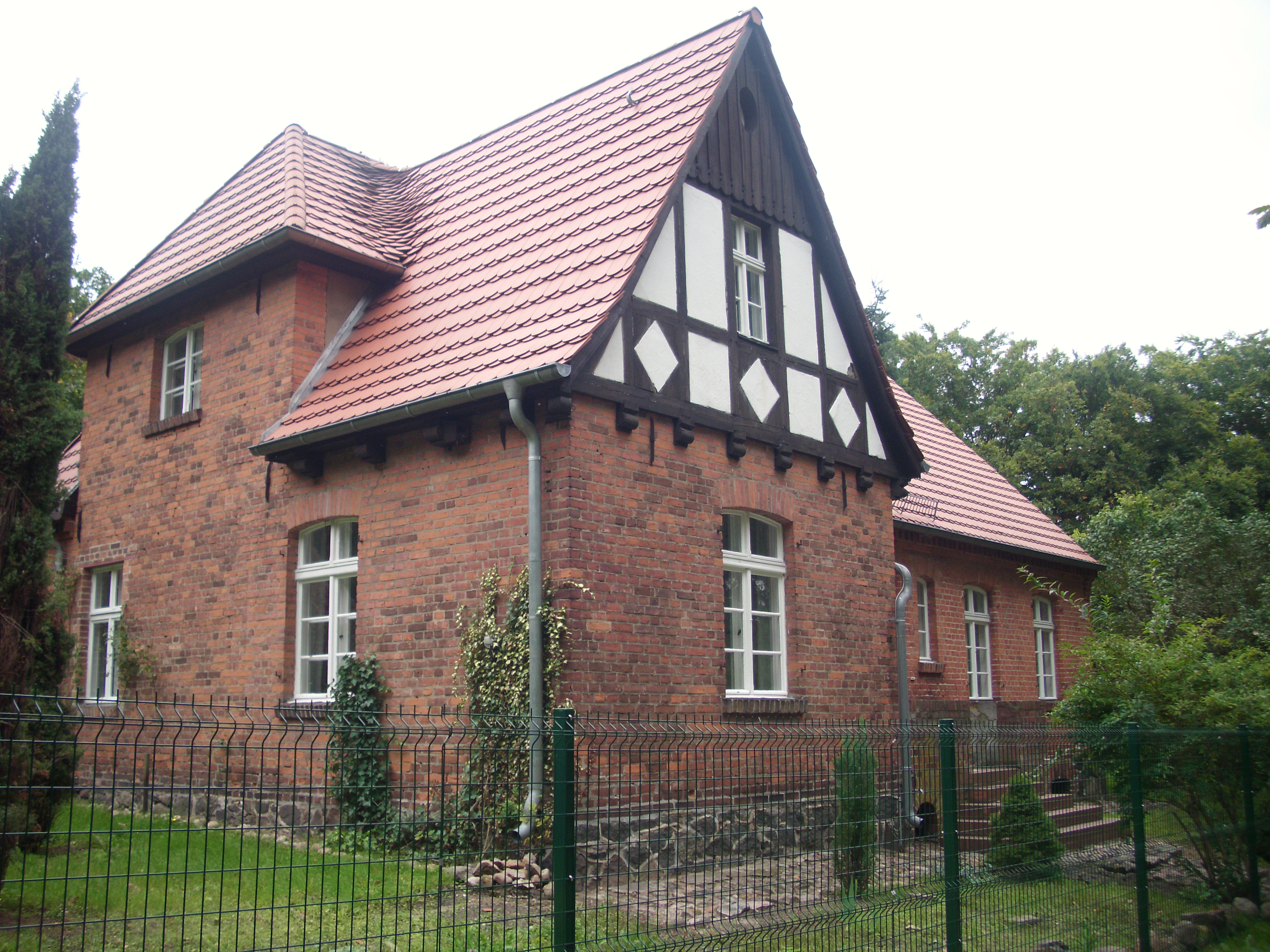
ehemaliges Revierförsterhaus

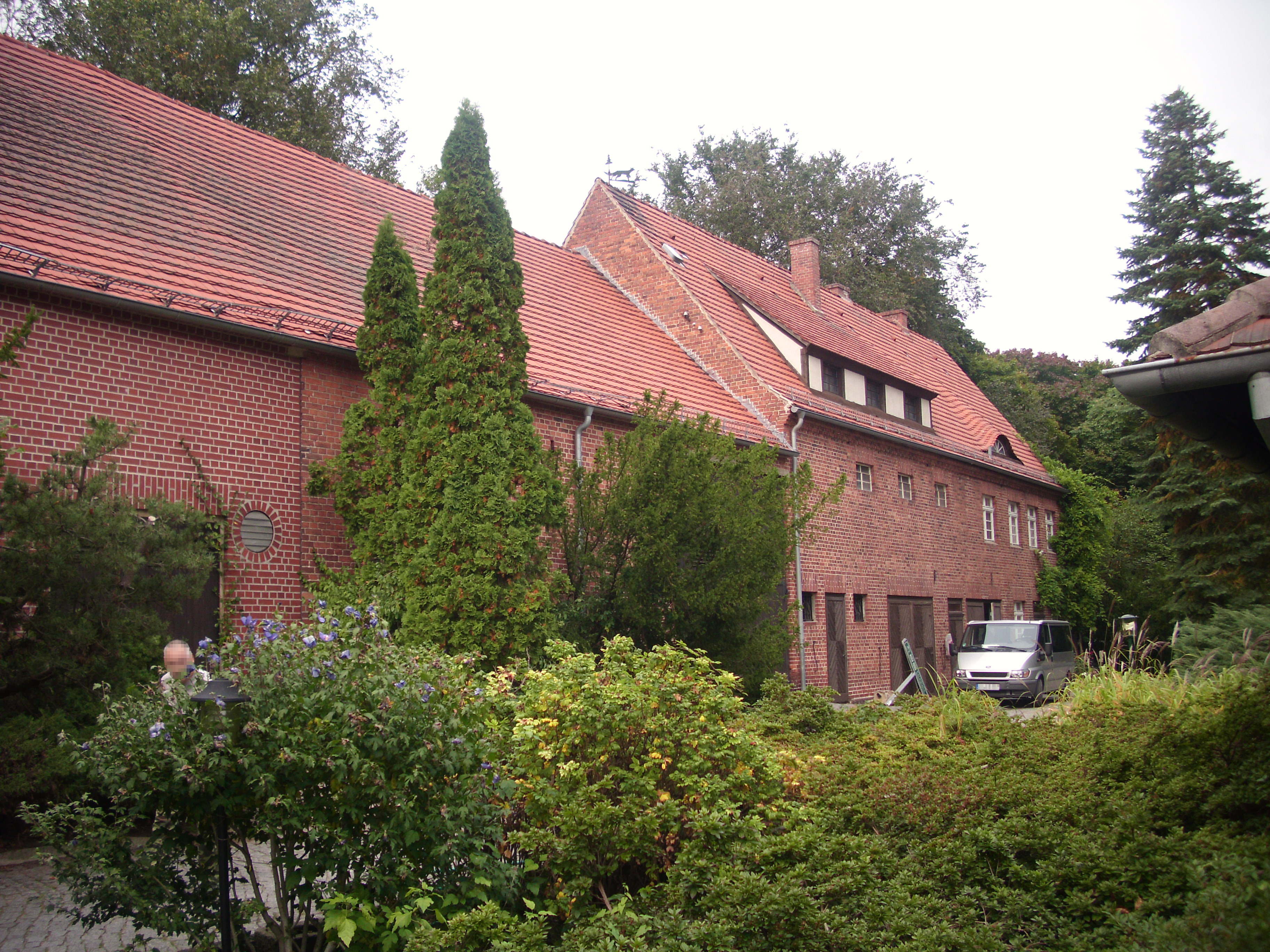
ganz rechts in dem Gebäude war einst das Forstamtsbüro, darüber die Kutscherwohnung

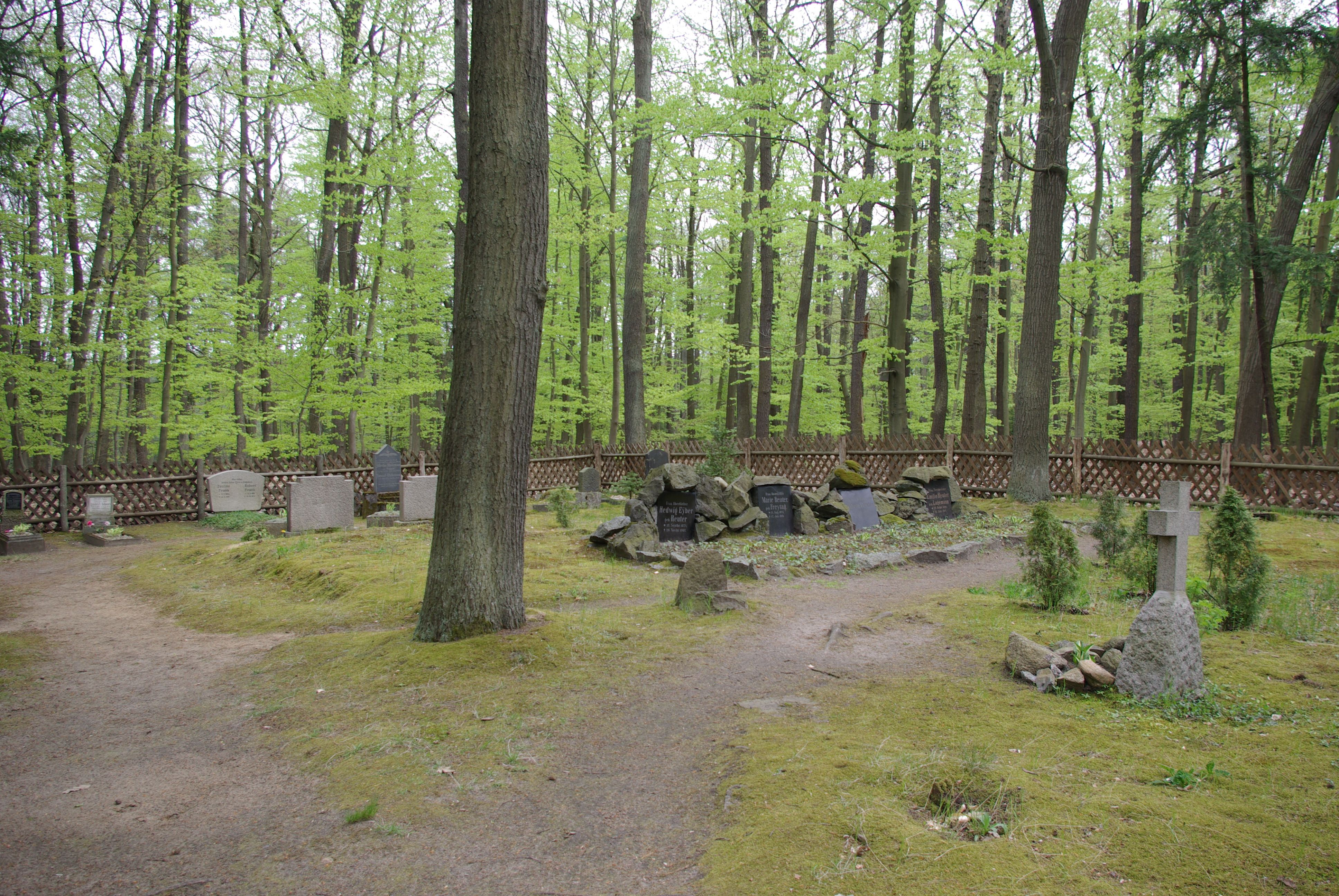
in der Mitte Familie Reuter, vorn rechts das Grab von Karl Eybers Tochter

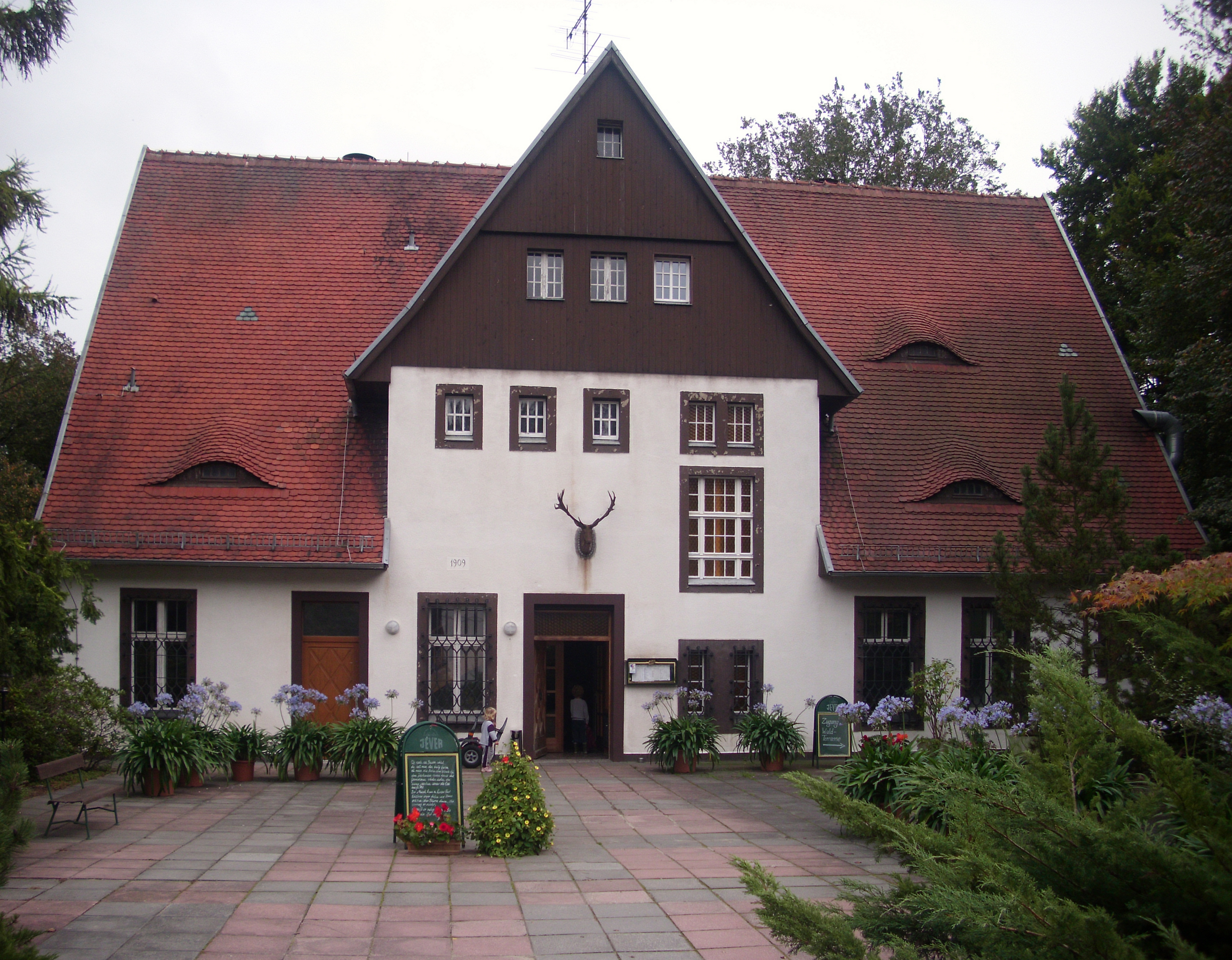
ehemaliges Herrenhaus, heute Hotel Forsthaus Siehdichum

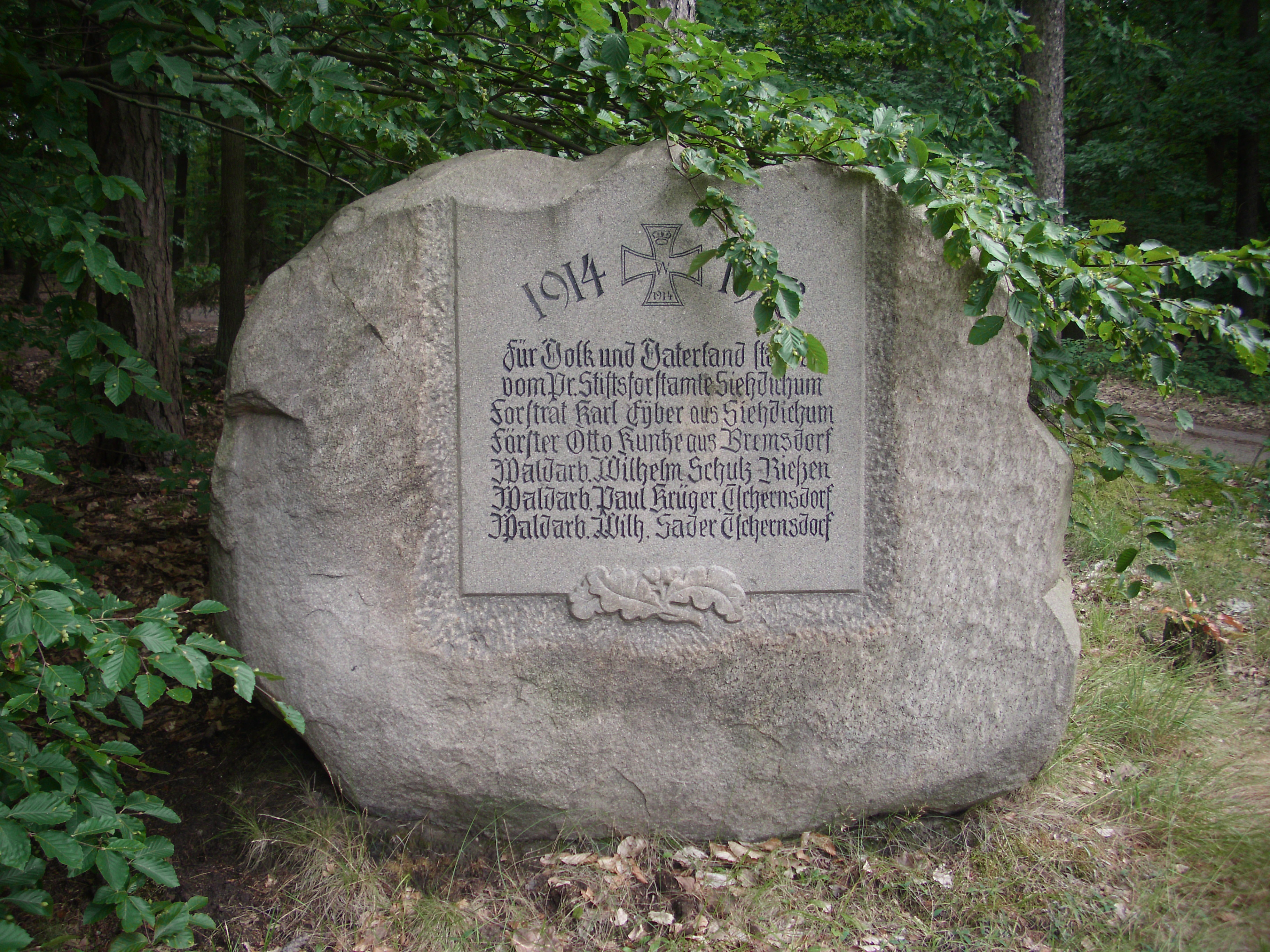
Denkmal der Gefallenen des Ersten Weltkrieges, Forstrat Karl Eyber ist hier verzeichnet

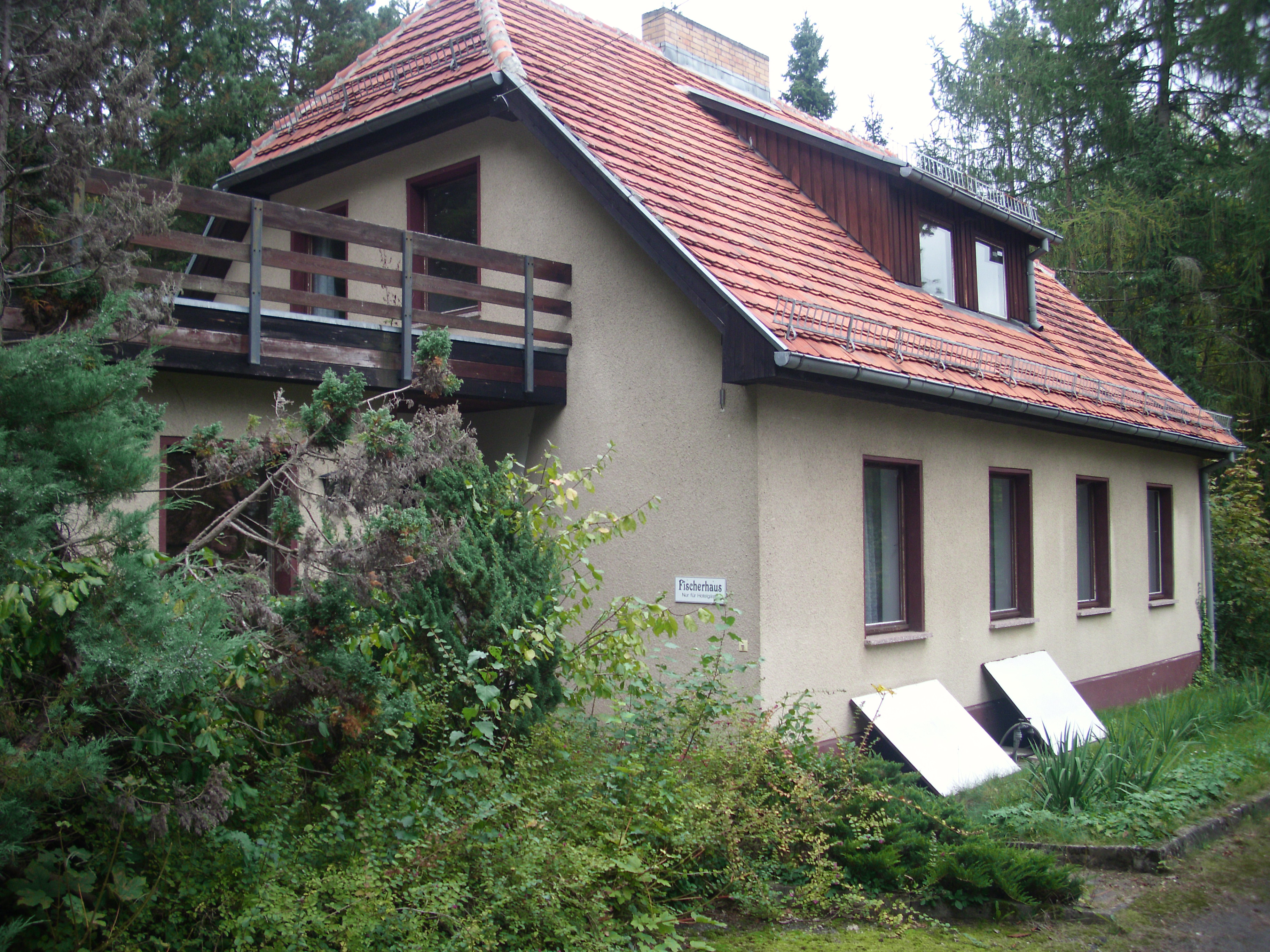
Fischerhaus

Erstmals im Jahre 1780 wurde der Name Siehdichum (= Sieh dich um!) erwähnt. Es soll einst ein Schild am Jagdhaus gemahnt haben: Hier sieh dich um!, da die Gegend in einem Sumpf- und Moorgebiet liegt. Man kann jedoch auch die Deutung finden, das Siehdichum eine Ableitung des plattdeutschen Sydikum ist. Auch Sudicum ist aus den Jahren 1587 und 1588 belegt Su Diek ume (= Sieh dich um!). Vermutlich ist der Name des sozialdemokratischen Reichstagsabgeordneten Albert Südekum gleichfalls diesen Ursprungs. Es war früher durchaus üblich, Vorwerken, Jagdhäusern oder anderen Gütern ungewöhnliche Namen zu geben, um Schaden von ihnen abzuwenden. Eine andere Deutung sieht in dem Namen den Bezug zum 106. Brief des Bernhard von Clairvaux Experto crede: aliquid amplius invenies in silvis, quam in libris. Ligna et lapides docebunt te, quod a magistris audire non possis. (Anmerkung, bedeutet in etwa: Derjenige, der glaubt Erfahrung gemacht zu haben, wird mehr Unterricht in den Wäldern als in Büchern finden. Bäume und Steine werden ihn lehren, was man nicht von Meistern lernen kann.)
Einheimische beziehen den Namen allerdings gern auf die jüngere Vergangenheit, als die Stasi im Forsthaus saß und man hinter jedem Baum einen Spitzel vermuten konnte, so dass man gut daran tat, sich in der Gegend umzusehen, bevor man etwas sagte.

## Geschichte

### Vor 1945
Zwischen dem Kleinen Schinkensee und dem Hammersee liegt auf einer Anhöhe der 1746 durch Abt Gabriel Dubau erbaute Jagdsitz. Diese Anhöhe befindet sich auf dem halbinselartigen Landvorsprung, unweit des damals am Südende des Hammersees gelegenen Kalkofens.
Dubau, am 6. Januar 1700 in Neuzelle als Sohn eines Amtmannes des Klosters geboren, starb am 10. April 1775 an den Folgen eines Schlaganfalles, welchen er kurz nach seinem 75. Geburtstag erlitten hatte. Er war seit dem 18. Januar 1742 bis zu seinem Tod der Abt des Klosters Neuzelle. Sein Jäger-Hauß, ein kleines Fachwerkhaus, stand ursprünglich an der Stelle, an welcher sich heute das Hotel Forsthaus Siehdichum befindet.
Ein Teerofen, der das kienige Holz der Kiefernstubben zu Teer und Teerprodukten verarbeitete, stand 1749 ebenfalls beim Forsthaus Siehdichum. Bis 1815 war hier sächsisches Gebiet, mit der Säkularisation des Klosters Neuzelle gingen 1817 aber sämtliche Liegenschaften in preußischen Besitz über. Die zu Schernsdorf gehörende Stiftsförsterei nahm 1833 ihren Sitz im Jäger-Hauß, 1840 lebten in den inzwischen drei Häusern des Wohnplatzes 33 Einwohner. Die dem Stift gehörenden Waldflächen wurden 1850 in zwei Oberförstereien aufgeteilt, Siehdichum im Norden gliederte sich in die Reviere Schönfließ, Fünfeichen, Kupferhammer, Rautenkranz, Rießen (1931 aufgelöst) und Kallinenberg, insgesamt 21726 preußische Morgen (= 5547 Hektar).
Mit der Amtsübernahme des königlichen Forstmeisters, Oberförster Wilhelm Reuter (* 10. Mai 1836, im Forsthaus Garbe, Kreis Osterburg, † 24. November 1913, in Berlin), im Jahre 1870, zog eine völlig neue Forstkultur ein. Die Stelle war vakant, da sein Vorgänger, Stiftsoberförster Wadzeck, nach Neuzelle ging. Reuter machte sich ebenfalls um die Fischzucht verdient, war zweiter Vorsitzender des Fischerei-Vereins der Provinz Brandenburg. In dieser Eigenschaft machte er einige Veröffentlichungen in Fachzeitschriften und förderte die Fischzucht, zum Beispiel des Zanders statt des Hechtes, welche im Schlaubetal vor allem in den Mühlteichen betrieben wurde.
Er machte Reisen nach Nordamerika, von dort brachte er 1900 verschiedene, noch heute stehenden Exoten mit, wie Roteichen, Douglasien, Hemlocktannen. Eine besondere Sehenswürdigkeit ist die riesige Schwarznuss, der Baum ist 27 Meter hoch, hat in 1,30 Metern Höhe einen Umfang von 3,75 Metern, der Zwiesel ist 2,96 Meter hoch. Nach dem Tod seiner Frau Marie ließ der Forstmeister den kleinen Förster-Friedhof im Jahre 1891 anlegen. Hier fand 1902 auch seine Tochter Hedwig ihre letzte Ruhe. Sie war mit dem Forstrat Karl August Ferdinand Eyber (1863–1914) verheiratet, welcher nach der Pensionierung 1906 das Amt seines Schwiegervaters übernahm und dessen Werk fortsetzte. Wilhelm Reuter wurde dort ebenso beigesetzt, wie ein Jahr später seine zweite Frau Emilie. Von den drei Försterfrauen wird berichtet, dass sie an Pilzvergiftungen starben.
Den Neubau des Herrenhauses mit zwölf Zimmern im Jahre 1909, heute Hotel Forsthaus Siehdichum, konnte Reuter noch erleben. Architekt war der Schwager von Eyber, er ließ die alten Gebäude abreißen, nur das Jäger-Hauß blieb erhalten. Karl Eyber, geboren am 28. September 1863 in Friedersdorf i. M. meldete sich im Ersten Weltkrieg freiwillig und fiel als Hauptmann am 10. November 1914 in der Flandernschlacht bei Bixschoote-Langemarck, sein Name ist auf dem Gefallenendenkmal am Försterfriedhof verzeichnet, seine Familie verließ den Ort zum Kriegsende, im Ort lebten im Jahre 1918 noch neun Einwohner.
1919 übernahm der Forstmeister Hans Sellheim das Stiftsforstamt Siehdichum. Sellheim ließ 1922 zwei Waldarbeiterhäuser errichten und den Friedhof erweitern, so konnten auch Forstleute und deren Angehörige bestattet werden. Bis 1929 eigenständiger Gutsbezirk, wurden die 48 Einwohner jetzt Schernsdorf angegliedert. Durch Aufforstungen von Vorwerksländereien und anderen Zugängen, vergrößerte sich die Waldfläche bis 1930 auf 6180,4 Hektar. Da man auf geeigneten Standorten eine Eichenwirtschaft durchführte, blieb der Laubholzanteil von rund 10 % erhalten, während andernorts die früher häufigen Laubhölzer, vor allem die Traubeneiche, stark zurückgedrängt wurden. Im Jahre 1932 wurde das Jäger-Hauß abgebaut und in einem Flurstück nahe Schernsdorf, dem Rotfließ, errichtete man das Gebäude wieder. In der DDR wurde das Haus zur Bienenköniginenzucht bis in die 1970er-Jahre genutzt, der Nachbau befindet sich in Schernsdorf.
Nach Sellheims Pensionierung übernahm Ernst Gaedicke (* 1903 in Warschau, † 1990 in Möllen) das Amt im Jahre 1939, seine Mutter Auguste führte die Hauswirtschaft. Sie flüchtete im Frühjahr 1945 zusammen mit ihren Enkelkindern aus Siehdichum, Gaedicke selbst kehrte erst 1948 aus sowjetischer Gefangenschaft zurück. Während seiner Militärzeit wechselten die Förster bis zum Kriegsende.

### Nach 1945
Ab 1946 war Theodor Marcinkowski im Amt, er erlebte die Verstaatlichung der Försterei 1954, die Enteignung der Preußischen Stiftung, die Liegenschaften des Klosters Neuzelle waren dort seit 1817 im Eigentum des Landes, half beim Erstellen der ersten Wanderkarten der Region, verließ dann aber 1956 die DDR. Der Förster Tiedke war bis zur Auflösung der Oberförsterei 1964 in Siehdichum. Seinem Forstsekretär Bernhard Virgens (1898–1980) sind genaueste Aufzeichnungen zur Geschichte des Ortes und der Forst zu verdanken, er war bereits 1914 im Amt und ging erst 1965 in den Ruhestand. In das Herrenhaus zog das Gästehaus des Ministerrates der DDR ein. Das Stasi-Mehrzweckobjekt Siehdichum mit dazugehörigem Erholungsobjekt Fischerhaus betreute die 40 Plätze mit einem weiblichen Stasi-Leutnant und neun hauptamtlichen IM. Siehdichum erhielt zeitgleich den Revierförster Heinz Matthees, er bewohnte von 1964 bis 2000 mit seiner Familie das Revierförsterhaus. Für seine 40-jährige Dienstzeit wurde ihm zum Dank ein Stein gesetzt. Man findet ihn am Treppelsee, am Mathees-Blick, einem Aussichtspunkt. Die letzte Beisetzung auf dem kleinen Waldfriedhof war der Revierförster Clemens Göthert (1894–1985). Nach der Wende, im Februar 1990, wurde das Gästehaus dem Ministerium für Tourismus unterstellt und als 3-Sterne-Hotel des Reisebüros eröffnet. Die Bundesanstalt für vereinigungsbedingte Sonderaufgaben übernahm die Anlagen, bis 1999 das Stift Neuzelle sein Eigentum zurückerhielt. Fast 20 Jahre war Norbert Krause Pächter, 2011 hat Familie Maßmann den Betrieb des Forsthauses Siehdichum übernommen. Das Haus ist bekannt für seine Wild- und Fischgerichte.
Aus der Postleitzahl O-1220 wurde am 1. Juli 1993 „15580“. Mit der Gemeindegebietsreform ist der Wohnplatz Siehdichum nur noch Namensgeber der 2003 entstandenen neuen Gemeinde Siehdichum. Die Schlaubebrücke am Kleinen Schinkensee wurde für 260.000 Euro im Jahre 2008 saniert.

## Der Fall Günter Wurm
Günter Wurm, geboren 1935, gestorben am 10. September 1983, war Oberstleutnant des MfS, Träger des Vaterländischen Verdienstordens, Ehrentschekist der Sowjetunion und verantwortlich für das größte Wirtschaftsverbrechen der DDR-Geschichte. Als Leiter einer um 1960 im Auftrag der Staatssicherheit gegründeten Dreipersonen-Firma namens Industrievertretung vermittelte Wurm am offiziellen Außenhandel vorbei Geschäfte zwischen westdeutschen bzw. westeuropäischen Unternehmen und DDR-Unternehmen und nahm dafür von beiden Seiten Provisionen ein. Etwa ab 1970 unterschlug er große Teile der Gewinne dieser Firma; die Rede ist von 19 Millionen DDR-Mark sowie einigen Millionen D-Mark und weiteren westlichen Währungen. Diese Mittel bezeichnete Wurm als „Reptilienfonds“ und setzte sie unter anderem zur Beziehungspflege im Machtapparat der DDR ein, tauschte jedoch auch große Summen in Gold um.
Unter anderem ließ er umfangreiche Sanierungs- und Ausbauarbeiten am Stasi-Objekt Siehdichum durchführen: In das Mehrzweckobjekt flossen 560.000 Mark, in das Fischerhaus 273.000 Mark. Der am Ausbau führend beteiligte Staatliche Forstbetrieb Müllrose erhielt von Wurm Holzverarbeitungsmaschinen aus dem nichtsozialistischen Wirtschaftsgebiet im Wert von 50.000 D-Mark. Den Rat des Bezirkes Frankfurt (Oder) belohnte er für die „schnelle Freigabe“ von Materiallieferungen und Baugenehmigungen mit Büro- und Kopiertechnik aus dem Westen im Wert von 75.000 D-Mark. Stasi-Chef Erich Mielke war bereits im Sommer 1980 misstrauisch geworden, da die Ausstattung für die damaligen Verhältnisse ungewöhnlich luxuriös war, eine Revision wurde angeordnet und stellte fest, Wurm hatte sanieren lassen, ohne Belege vorweisen zu können. Man entzog ihm daraufhin die Verfügungsgewalt über das Forsthaus. Ende Januar 1981 wurde Wurms konspirative Wohnung in der Berliner Niederbarnimstraße überprüft. Dabei fanden sich in der Röhre eines Kachelofens 160.000 D-Mark und 26 Kilogramm Gold. Am Wirchensee befand sich seine private Jagdhütte, auch hier hatte er Depots angelegt. Man fand bei Grabungen 44 Kilogramm Gold, in weiteren Verstecken mehr als tausend Flaschen Schnaps, Millionen von Westzigaretten, japanische Heimelektronik, Schmuck und wertvolle Münzen. Unter Ausschluss der Öffentlichkeit und strengster Geheimhaltung wurde er am 3. Dezember 1981 vom Militärstrafsenat beim Obersten Gericht der DDR zu 15 Jahren Haft verurteilt. Günter Wurm starb 1983 in der Haft.